# Sylvester Howard Roper
Sylvester  Howard Roper (Francestown (New Hampshire), 24 november 1823 - Cambridge (Massachusetts), 1 juni 1896), was een Amerikaans uitvinder en een pionier op het gebied van de eerste automobielen en motorfietsen.
In 1863 bouwde hij een stoomrijtuig en rond 1867 mogelijk de eerste stoommotorfiets (ongeveer gelijktijdig met Michaux-Perraux). Daarom werd hij in 2002 opgenomen in de “Motorcycle Hall of Fame”. Hij was ook de uitvinder van de “Shotgun Choke”, een vernauwing aan het einde van de loop van een hagelgeweer, en een revolverhagelgeweer.

## Biografie

### Jeugd
Sylvester Howard Roper was de zoon van Merrick Roper, een meubelmaker die in 1792 was geboren in Sterling (Massachusetts). Hij was verhuisd naar Francestown en getrouwd met Susan Fairbanks in 1817. Een oudere broer van Sylvester was huisschilder. Hij had ook nog twee zussen en een jongere broer die bankwerker was bij de Singer naaimachinefabrieken en later juwelier werd.  Sylvester Roper werd geboren op 24 november 1823. Op zijn twaalfde maakte hij al een stationaire stoommachine, zonder er ooit één gezien te hebben. Deze machine werd opgesteld in het laboratorium van de Academie van Francestown. Hij ging al jong aan het werk als bankwerker in Nashua (New Hampshire) en later in Manchester (New York). Hij trouwde op 20 april 1845 in Providence, Massachusetts met Almira D. Hill en in 1854 verhuisde het gezin naar Boston.

### Uitvindingen
In die tijd vond Roper een naaimachine uit. In 1861 volgde een heteluchtmotor. Tijdens de Amerikaanse Burgeroorlog werkte Roper bij de Springfield Armory-wapenfabriek. Zijn werk kwam onder de aandacht van andere uitvinders en constructeurs, zoals Elias Howe, Alvan Clark en Christopher Miner Spencer. Roper werd in 1863 in Boston gezien met een stoomrijtuig. Een dergelijk voertuig uit 1863 ging naar het Henry Ford museum.
Roper vond de “Shotgun choke” uit. Dit was een vernauwing die op de loop van een hagelgeweer kon worden geschroefd en waarmee de spreiding van de hagel geregeld kon worden. Roper en Miner Spencer kregen samen een patent voor een repeteermechanisme voor een hagelgeweer op 4 april 1882. Op 21 april 1885 kreeg Roper een patent voor een verbeterd laadmechanisme. Samen met zijn zoon Charles begon hij een machinefabriek voor de productie van schroeven.

### Overlijden
Op 1 juni 1896 gaf Roper een demonstratie met zijn stoommotorfiets, die bestond uit een Pope-fietsframe en zijn zelf ontwikkelde stoommachine. Hij deed dat op de fietsbaan die bij de Charles River nabij Cambridge (Massachusetts) lag. Hij reed een aantal ronden waarbij hij enkele wielrenners gangmaakte, waaronder de professional Tom Butler. Butler kon de stoommachine niet bijhouden. Roper reed een rondetijd van 2 minuten en 1,4 seconden, wat neerkwam op 64 km/h. De machine raakte uit balans en Roper viel, liep een hoofdwond op en overleed. Na autopsie bleek dat hij hartfalen had gekregen, maar het is nooit duidelijk geworden of dat werd veroorzaakt door de (stress van de) val of andersom.

## Lijst van patenten
| Nummer             | Titel                                                   | Datum            | Mede-uitvinder         |
| ------------------ | ------------------------------------------------------- | ---------------- | ---------------------- |
| U.S. Patent 2848   | Hangslot                                                | 9 november 1842  |                        |
| U.S. Patent 34723  | Verbetering van heteluchtmotoren                        | 18 maart 1862    |                        |
| U.S. Patent 53881  | Verbetering van revolvers                               | 10 april 1866    |                        |
| U.S. Patent 79861  | Verbetering van afneembare loopmonding voor hagelgeweer | 14 juli 1868     |                        |
| U.S. Patent 94135  | Verbetering van een breimachine                         | 24 augustus 1869 |                        |
| U.S. Patent 117931 | Verbetering van breimachines                            | 8 augustus 1871  |                        |
| U.S. Patent 255894 | Magazijngeweer                                          | 4 april 1882     | Christopher M. Spencer |
| U.S. Patent 262321 | Productiemachine voor metalen schroeven                 | 8 augustus 1882  | Charles F. Roper       |
| U.S. Patent 300736 | Productiemachine voor metalen schroeven                 | 17 juni 1884     | Charles F. Roper       |
| U.S. Patent 409429 | Magazijnwapen                                           | 20 augustus 1889 |                        |
| U.S. Patent 413734 | Magazijngeweer                                          | 29 oktober 1889  |                        |
| U.S. Patent 514094 | Brandtrap                                               | 6 februari 1894  |                        |
| U.S. Patent 516117 | Brandtrap                                               | 6 maart 1894     |                        |